# Marie Dølvik Markussen
Marie Dølvik Markussen (15 febbraio 1997) è una calciatrice norvegese, di ruolo attaccante.

## Carriera

### Club
Promettente atleta del campionato norvegese femminile di calcio e già selezionata per le giovanili della Nazionale Under-15, Under-16 e Under-17, nell'edizione 2014 del Premio Kniksen viene selezionata tra le tre migliori esordienti nella Toppserien, il massimo livello femminile, premio poi aggiudicato alla pari ruolo Synne Sofie Kinden Jensen del Kolbotn.
Dopo tre stagioni disputate nelle file dello Stabæk, a fine dicembre 2016 ha firmato un contratto con la squadra tedesca del Wolfsburg.

### Nazionale
Selezionata per partecipare all'edizione 2015 dell'Algarve Cup, fa il suo esordio con la maglia della Nazionale maggiore in occasione del torneo.
Il 24 ottobre 2016 ha ricevuto la candidatura come miglior giovane talento del campionato al premio Kniksen.

## Palmarès

### Club
- Campionato norvegese: 1

Vålerenga: 2020
- Campionato tedesco: 1

Wolfsburg : 2016-2017
- Coppa di Germania: 1

Wolfsburg : 2016-2017
- Coppa di Norvegia: 2

Vålerenga: 2020, 2021